# Callulina kisiwamsitu
Callulina kisiwamsitu är en groddjursart som beskrevs av de Sá, Loader och Alan Channing 2004. Callulina kisiwamsitu ingår i släktet Callulina och familjen Brevicipitidae. IUCN kategoriserar arten globalt som starkt hotad. Inga underarter finns listade.